# Vals peruano
Der Vals peruano (spanisch für „peruanischer Walzer“) ist eine Variante des europäischen Walzers in einem langsamen 3/4-Takt. Er wird in Peru meist vals criollo („kreolischer Walzer“) oder einfach vals („Walzer“) genannt. Neben vals gibt es in Peru und einigen weiteren lateinamerikanischen Ländern auch die zweisilbige Wortform valse, die heute in Peru jedoch weniger üblich ist.
Die Musik wird zumeist gesungen, die Texte behandeln volkstümliche Themen wie Liebe, Leben und Land. Dabei wechseln musikalisch die Harmonien durchwegs zwischen Dur und Moll. Gespielt wird der Vals peruano zumeist mit einer oder mehreren Gitarren, er kann aber auch in kleiner Orchesterbesetzung mit Perkussionsinstrumenten dargeboten werden. Der Sänger führt dabei die Melodie. Der aus der weißen Mittelschicht Limas stammende Vals criollo wurde von der afro-peruanischen Kultur rhythmusmäßig beeinflusst. So findet man in der Musik des peruanischen Walzers ein eigentümliches Perkussionsinstrument in Form einer Holzkiste, Cajón genannt, eine Kistentrommel.
Der peruanische vals criollo ist nicht zu verwechseln mit dem rioplatensischen vals criollo Argentiniens und Uruguays, dem Tango-Walzer.

## BekannteValses
- La Flor de la Canela[3]
- El Plebeyo[4]
- Alma, Corazón y Vida[5][6]
- Ódiame[7]
- Fina Estampa
- El Rosario de mi Madre[8]

- Mí Perú

Komponisten:
- Felipe Pinglo Alva
- Chabuca Granda
- Augusto Polo Campos

Interpreten:
- Arturo Cavero
- Eva Ayllón
- Lucía de la Cruz

## La Flor de la canela

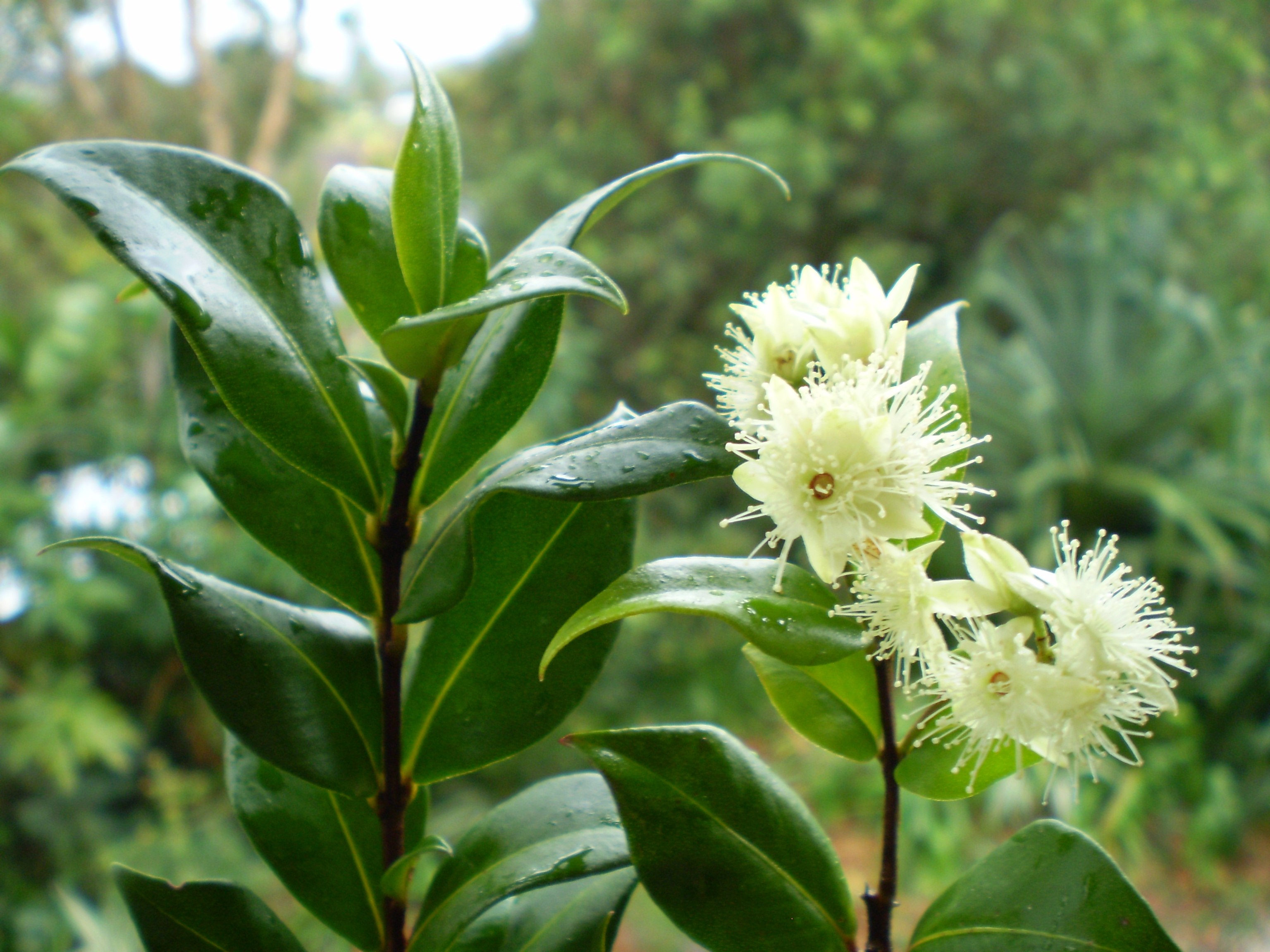
Zimtblüte

Der populärste und meistgespielte Vals criollo ist eine Liebeserklärung an Peru, die Hauptstadt Lima und seine schönen Menschen. Dieser Walzer hat in  Peru den Status einer Hymne. Flor de la canela wird im Spanischen als Redewendung gebraucht, mit der Bedeutung „Das Feinste vom Feinen“.
Hier der Text der ersten Strophe:
La Flor de la canela

V01 Déjame que te cuente limeño,

V02 Déjame que te diga la gloria

V03 Del ensueño que evoca la memoria

V04 Del viejo puente, del río y la alameda.
Die Zimtblüte („Das Feinste vom Feinen“)

Lass mich Dir etwas erzählen, Mann aus Lima

Lass mich Dir von der Herrlichkeit berichten

Von dem Traum, den mir die Erinnerung zurückbringt

Von der alten Brücke, dem Fluss und der Pappelallee
Der Vers 4 Del viejo puente, del río y la alameda wird am Ende der nächsten Strophe refrainartig wiederholt.

## El Plebeyo
Der Titel dieses sozialkritischen Peru-Walzer, „Der Plebejer“, spielt auf die abwertende Bedeutung des Wortes Plebejer an: dem einfachen Volk, der „ungebildeten Masse“ angehörend, „ungebildet, vulgär, pöbelhaft“, Proletarier. Dieser peruanische Walzer ist das Werk des peruanischen Komponisten und Dichters Felipe Pinglo Alva (1899–1936), der den Beinamen El Bardo inmortal, der unsterbliche Barde, trägt.
Hier die sozialkritischen, letzten Verse (Explicit) des Refrains von El Plebeyo:
Mi sangre aunque plebeya también tiñe de rojo /

El alma en que se anida mi incomparable amor /

Ella de noble cuna y yo, humilde plebeyo /

No es distinta la sangre ni es otro el corazón /

Señor, ¿por qué los seres no son de igual valor?
Mein Blut trotz seiner plebejischen Herkunft färbt ebenfalls rot

Die Seele, in die sich meine unvergleichliche Liebe einnistet

Ist edler Herkunft und ich bin ein einfacher Plebejer

Das Blut ist nicht verschieden, das Herz nicht anders

Herrgott, warum haben alle Menschen nicht den gleichen Wert?

## Belletristik
- Mario Vargas Llosa: Die große Versuchung : Roman; aus dem Spanischen von Thomas Brovot, Berlin : Suhrkamp Verlag, 2024, ISBN 978-3-518-43178-8